# 藤原脩政
藤原 脩政（ふじわら の ながまさ、生没年不詳）は、平安時代中期の貴族。名は修政とも記される。藤原北家良門流、摂津守・藤原為頼の次男。官位は正五位下・和泉守。

## 経歴
長保5年（1003年）ごろ和泉守に任ぜられると、毎年相撲使による例貢の相撲を停止することを申請。3年目の寛弘2年（1005年）特別に停止することを許されている。

## 官歴
- 寛弘元年（1004年）11月9日：見和泉守[2]

## 系譜
『尊卑分脈』による。
- 父：藤原為頼
- 母：不詳
- 生母不詳の子女
  - 男子：頼源